# 育空 (俄克拉何马州)
育空（英語：Yukon）是美国奧克拉荷馬州加拿大人縣的一个城市，在2010年的人口普查中人口为22,709人。这座城市成立于19世纪90年代，“育空”这个名字与当时加拿大育空地区的淘金潮有关。历史上，这里是近郊农业园区和研磨加工基地，现在它成了在奧克拉荷馬市工作的白领的睡城。